# Ernest Renaud
Ernest Renaud, dit Ernest, né en 1799 et mort le 3 juillet 1827 à Paris, est un auteur dramatique français.

## Biographie
En dehors de son œuvre, on ne sait rien d'Ernest Renaud sinon qu'il mourut prématurément à l'âge de 27 ou 28 ans, selon Joseph-Marie Quérard,.
Ses pièces ont été représentées sur les plus grandes scènes parisiennes du XIXe siècle : Théâtre du Vaudeville, Théâtre du Gymnase dramatique, Théâtre de l'Ambigu-Comique etc.

## Œuvres
- 1822 : La Diligence attaquée, ou l'Auberge des Cévennes, avec Ferdinand Laloue et Constant Ménissier, au Cirque-Olympique (15 novembre)
- 1822 : Un mois après la noce, ou le Mariage par intérêt, comédie-vaudeville en 1 acte, avec Constant Ménissier, au théâtre du Vaudeville (5 septembre)
- 1822 : Les Deux Forçats, folie en 1 acte, avec Constant Ménissier et Ferdinand Laloue, au Panorama-Dramatique (22 décembre)
- 1823 : La Maison incendiée, ou les Enfants du charbonnier, mélodrame anecdotique en 1 acte, avec Constant Ménissier, au Cirque-Olympique (14 février)
- 1823 : Les Trois Trilby, folie en 1 acte et en prose, avec Alexandre Martin et Constant Ménissier, au Panorama-Dramatique (15 avril)
- 1823 : L'Antichambre d'un médecin, scènes épisodiques mêlées de couplets, avec Constant Ménissier et Alexandre Martin, au théâtre du Gymnase (12 juin)
- 1823 : Le Précepteur dans l'embarras, comédie-vaudeville en 1 acte, avec Constant Ménissier et Saint-Léon, au théâtre de l'Ambigu (23 juillet)
- 1824 : Le Passeport, comédie-vaudeville en 1 acte, avec Alphonse de Chavanges et Constant Ménissier, au théâtre du Vaudeville (2 juillet)
- 1825 : Le Bourgeois de Reims, opéra-comique en un acte, avec Jules-Henri Vernoy de Saint-Georges et Constant Ménissier, musique de François-Joseph Fétis, à l'Opéra-Comique, à l'occasion du Sacre de Charles X (7 juin)
- 1826 : Le Tambour et la Musette, tableau-vaudeville en 1 acte, avec Maurice Alhoy et Armand-François Jouslin de La Salle, au théâtre de la Porte-Saint-Martin (15 avril).